# Easy Go
Easy Go est un album de Stan Kenton, sorti en 2001.

## Titres
- 01. Easy Go 3:09
- 02. Love For Sale 3:15
- 03. Viva Prado 3:19
- 04. Something New (Sunset Tower) 2:56
- 05. Theme For Alto 2:39
- 06. Riff Rhapsody 3:15
- 07. Dynaflow 3:08
- 08. What's New 3:13
- 09. Jump For Joe 3:04
- 10. Night Watch 2:43
- 11. Francesca 2:44
- 12. Soliloquy 2:47
- 13. Lazy Daisy 2:50
- 14. Mambo Rhapsody 2:34
- 15. Riff Raff 3:11
- 16. Star Dust 2:58
- 17. Bags And Baggage 3:07
- 18. Bill's Blues 2:55
- 19. Cool Eyes 3:26
- 20. Beehive 3:05

## Personnel
- Easy Go: Buddy Childers, Maynard Ferguson, Shorty Rogers, Chico Alvarez, Jimmy Salko (tp); Milt Bernhart, Harry Betts, Bob Fitzpatrick, Eddie Bert (tb); John Halliburton (b-tb); Bud Shank, Art Pepper (as); Bob Cooper, Bart Caldarell (ts); Bob Gioga (bs); Stan Kenton (p); Laurindo Almeida (g); Don Bagley (b); Shelly Manne (d).
- Love For Sale et Viva Prado: Al Porcino, Maynard Ferguson, Shorty Rogers, Chico Alvarez, John Howell (tp); Milt Bernhart, Harry Betts, Bob Fitzpatrick, Eddie Bert (tb); John Halliburton (b-tb); Bud Shank, Art Pepper (as); Bob Cooper, Bart Caldarell (ts); Bob Gioga (bs); Stan Kenton (p); Ralph Blaze (g); Don Bagley (b); Shelly Manne (d).
- Something New: comme Love For Sale mais Laurindo Almeida (g) remplace Ralph Blaze.
- Theme For Alto, Riff Rhapsody et Dynaflow: Ray Wetzel, Maynard Ferguson, Shorty Rogers, Chico Alvarez, John Howell (tp); Milt Bernhart, Harry Betts, Bob Fitzpatrick, Dick Kenney (tb); John Halliburton (b-tb); Bud Shank, Art Pepper (as); Bob Cooper, Bart Caldarell (ts); Bob Gioga (bs); Stan Kenton (p); Ralph Blaze (g); Don Bagley (b); Shelly Manne (d). Eddie Gomez (maracas) sur Riff Rhapsody seulement.
- What's New et Jump For Joe: comme Theme For Alto mais Jimmy Salko (tp) remplace Ray Wetzel, Paul Weigand (b-tb) remplace John Halliburton et Jimmy Giuffre (ts) remplace Bob Cooper.
- Night Watch et Francesca: comme Theme For Alto mais Buddy Childers (tp) remplace Ray Wetzel.
- Soliloquy et Lazy Daisy: Maynard Ferguson, Clyde Reasinger, Pete Candoli, Conte Candoli, Jerry Munson (tp); Harry Betts, Bob Fitzpatrick, Dick Kenney, Gerald Finch (tb); George Roberts (b-tb); John Graas (cor); Dick Meldonian, Herbie Steward (as); Bob Cooper, Bart Caldarell (ts); Bob Gioga (bs); Stan Kenton (p); Ralph Blaze (g); Don Bagley (b); Shelly Manne (d).
- Mambo Rhapsody: Maynard Ferguson, Clyde Reasinger, Conte Candoli, Ruben McFall (en), Jack Millman (tp); Bob Fitzpatrick, Bill Russo, Harold Branch, Gerald Finch (tb); George Roberts (b-tb); Dick Meldonian, Lennie Niehaus (as); Bill Holman, Lee Elliot (ts); Bob Gioga (bs); Stan Kenton (p); Ralph Blaze (g); Don Bagley (b); Frank Capp (d); Mike Pacheco (timbales).
- Riff Raff, Star Dust et Bags And Baggage: Buddy Childers, Clyde Reasinger, Conte Candoli, Ruben McFall (en), Don Dennis (tp); Bob Fitzpatrick, Bill Russo, John Halliburton, Gerald Finch (tb); George Roberts (b-tb); Dick Meldonian, Lennie Niehaus (as); Bill Holman, Lee Elliot (ts); Bob Gioga (bs); Stan Kenton (p); Ralph Blaze (g); Don Bagley (b); Frank Capp (d).
- Bill's Blues, Cool Eyes et Beehive : comme Riff Raff mais Harold Branch (tb) remplace John Halliburton.

## Dates et lieux
- Capitol Studios, Los Angeles,  Californie, 21 août 1950, 12 septembre 1950, 14 septembre 1950, 20 mars 1951, 28 mars 1951, 31 mai 1951, 28 juin 1951, 21 janvier 1952, 25 février 1952, 18 mars 1952, 19 mars 1952, 20 mars 1952

## CD références
- 2001 Capitol Jazz - 7243 5 24553 2 4